# Phlogacanthus jenkinsii
Phlogacanthus jenkinsii är en akantusväxtart som beskrevs av C. B. Cl.. Phlogacanthus jenkinsii ingår i släktet Phlogacanthus och familjen akantusväxter. Inga underarter finns listade i Catalogue of Life.